# Tunnelvision (Band)
Tunnelvision (Eigenschreibweise TunnelVision) ist eine finnische Power- und Progressive-Metal-Band aus Helsinki, die 1995 gegründet wurde.

## Geschichte
Die Band wurde im Jahr 1995 gegründet. Nach mehreren Besetzungsproblemen bestand die Gruppe Ende der 1990er Jahre aus dem Sänger Marko Waara, dem Gitarristen Juhani Malmberg, dem Keyboarder Vili Ollila, dem Bassisten Lauri Porra und dem Schlagzeuger Mirka Rantanen. Letzterer war das einzig noch verbliebene Gründungsmitglied. Alle Mitglieder haben an Konservatorien studiert. Im November 1999 wurde über RectAngluar das Debütalbum While the World Awaits veröffentlicht, das extrem unterschiedliche Kompositionen enthält, da die individuellen musikalischen Hintergründe sehr verschieden sind und die Stücke über den gesamten Existenzzeitraum der Band entstanden waren. Im August 2002 schloss sich über Massacre Records Tomorrow an.

## Stil
Laut b_olariu (Bogdan) von progarchives.com war es von Anfang an die Absicht der Band den traditionellen Progressive Rock im Stil von Yes, Genesis und teils Rush mit dem modernen Progressive Metal wie ihn Dream Theater und Shadow Gallery spielen würden zu kombinieren. Die Gruppe sei mit Bands wie Dream Theater, Pagan’s Mind und gelegentlich Iron Maiden vergleichbar. Frank Albrecht vom Rock Hard beschrieb die Musik von While the World Awaits als originellen Melodic Metal. Die Gruppe verbinde dabei „die klassische Rainbow-Hardrockschule mit Powerchords der Marke Soundgarden, der Detailverliebtheit von Dream Theater und der Eingängigkeit einiger Melodic-Größen aus den Achtzigern“. Er hob zudem das hohe Spielniveau an den Instrumenten hervor, wobei er sich vor allem von den Keyboardklängen beeindruckt fühlte. In einer späteren Ausgabe stellte Albrecht fest, dass die Gruppe auf Tomorrow ihr Songwriting gestrafft hat und nun weniger „verschnörkelt“ zu Werke gehe, obwohl die Mitglieder noch immer auf einem technisch hohen Niveau spielen würden. Er bezeichnete die Musik nun als Mischung aus Power- und Progressive-Metal, mit einem stärkeren Fokus auf ersteres Genre. Das Album sei somit für Fans von Vanden Plas, Evergrey, Poverty’s No Crime, Tad Morose oder Dream Theater geeignet. Detlef Dengler vom Metal Hammer beschrieb die Musik als Progressive Metal, der Einflüsse von Yes, UK, Genesis, Dream Theater, Dio und Iron Maiden verarbeite. Im Interview mit ihm gab Marko Waara an, dass die Band mit Tomorrow versucht hat, im Gegensatz zum Debütalbum, weniger progressiv zu klingen. In Zukunft wolle man versuchen, noch eingängiger zu klingen. Eine Ausgabe zuvor hatte Dengler Tomorrow rezensiert: Die Musik erfordere Aufmerksamkeit, um die verschiedenen Facetten und Details zu erkennen, jedoch mangele es den Songs etwas an Eingängigkeit und Struktur. Zudem hob er hervor, dass es schwer sei, die Einflüsse Yes, UK und Genesis sowie Iron Maiden und Dio gleichermaßen zu vereinen.

## Diskografie
- 1999: While the World Awaits (Album, RectAngluar)
- 2002: Tomorrow (Album, Massacre Records)